# 玲央
玲央（れお、本名：古賀 玲央、1974年11月3日 - ）は、日本のギターリスト。ロックバンド・lynch.のギター担当。インディーズ時代のクレジットには彼の本名が記載されている。

## 人物
- 2004年8月 GULLETを脱退した後葉月、晁直らに声をかけlynch.を結成。
- バンドのリーダー。
- 自他共に認める機材好き。
- コーラスも担当する。明徳の離脱時は、シャウトも担当している。
- 強面の顔とは裏腹に飼っている犬を溺愛している愛犬家。以前パーキングエリアに繋がれた犬を「いい子いい子〜」と言いながら撫でまわしていたところ、実はその飼い主がlynch.のファンで数日前にライブに来ていたということが発覚してとても恥ずかしかったというエピソードがある。
- 大卒者であり、コンビニの店長を務めていたこともある。
- ステージでは上手に立ち6弦ギターを使用する。
- メンバーで唯一刺青が入っていない。

- X JAPANでロックに目覚め、2000年前後のラウドロックやスクリーモ、ナイン・インチ・ネイルズやKMFDM等のインダストリアル・ロックや 80年代のニューウェーブ、ポジパン、ゴス等を好む。ハードコアバンドのライブハウスにも出入りしていた。
- プレイに関しては上モノの煌びやかなプレイも行う悠介を活かすために土台をしっかり支えるためのバッキングを大切にしている。ギターソロではチョーキングを取り入れたエモーショナルなプレイも行う。ギターを構える位置は少し低めである。

## 参加作品

### アルバム
| アーティスト     | タイトル | 発売日        | 参加曲    |
| ---------------- | -------- | ------------- | --------- |
| 大佑と黒の隠者達 | 漆黒の光 | 2011年4月20日 | M-2「嫌」 |